# Alvin Jewett Johnson
Alvin Jewett Johnson, né en 1827 et décédé en 1884, également connu sous la signature A.J. Johnson dirigeait une maison d'édition à New York.
Il est notamment connu pour avoir publié les Johnson’s Family Atlases (Atlas de la famille Johnson) de 1860 à 1887.
Les cartes sont imprimées en noir et sont ensuite coloriées à la main.

## Œuvres
- (en) Johnson's New illustrated family atlas of the world... with physical geography and with descriptions geographical, statistical and historical...  (ill. 109 planches), New-York, A.J. Johnson, 1868, 134 p., In-folio (BNF 40734773)

## Galerie

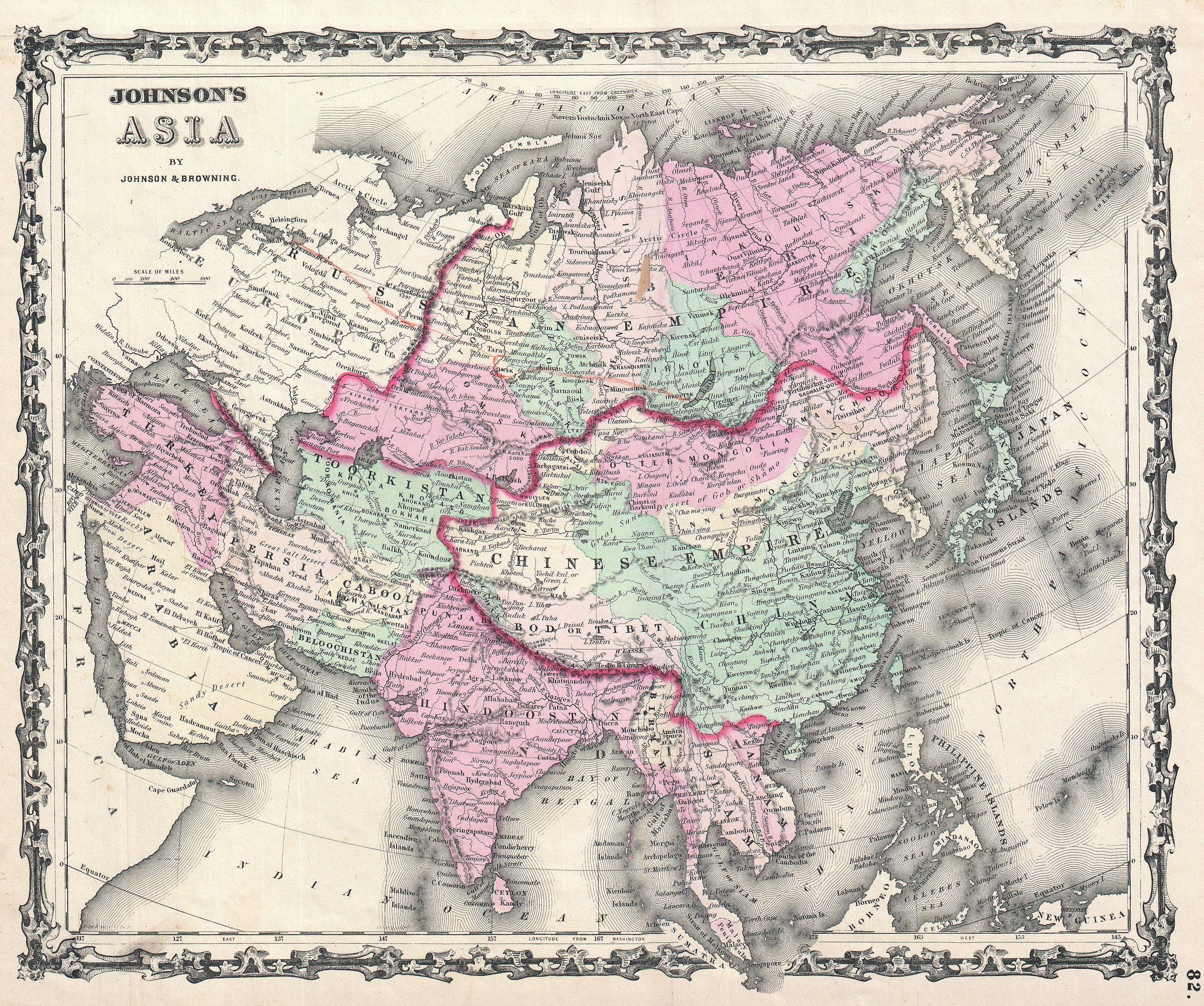
Carte de l'Asie en 1861
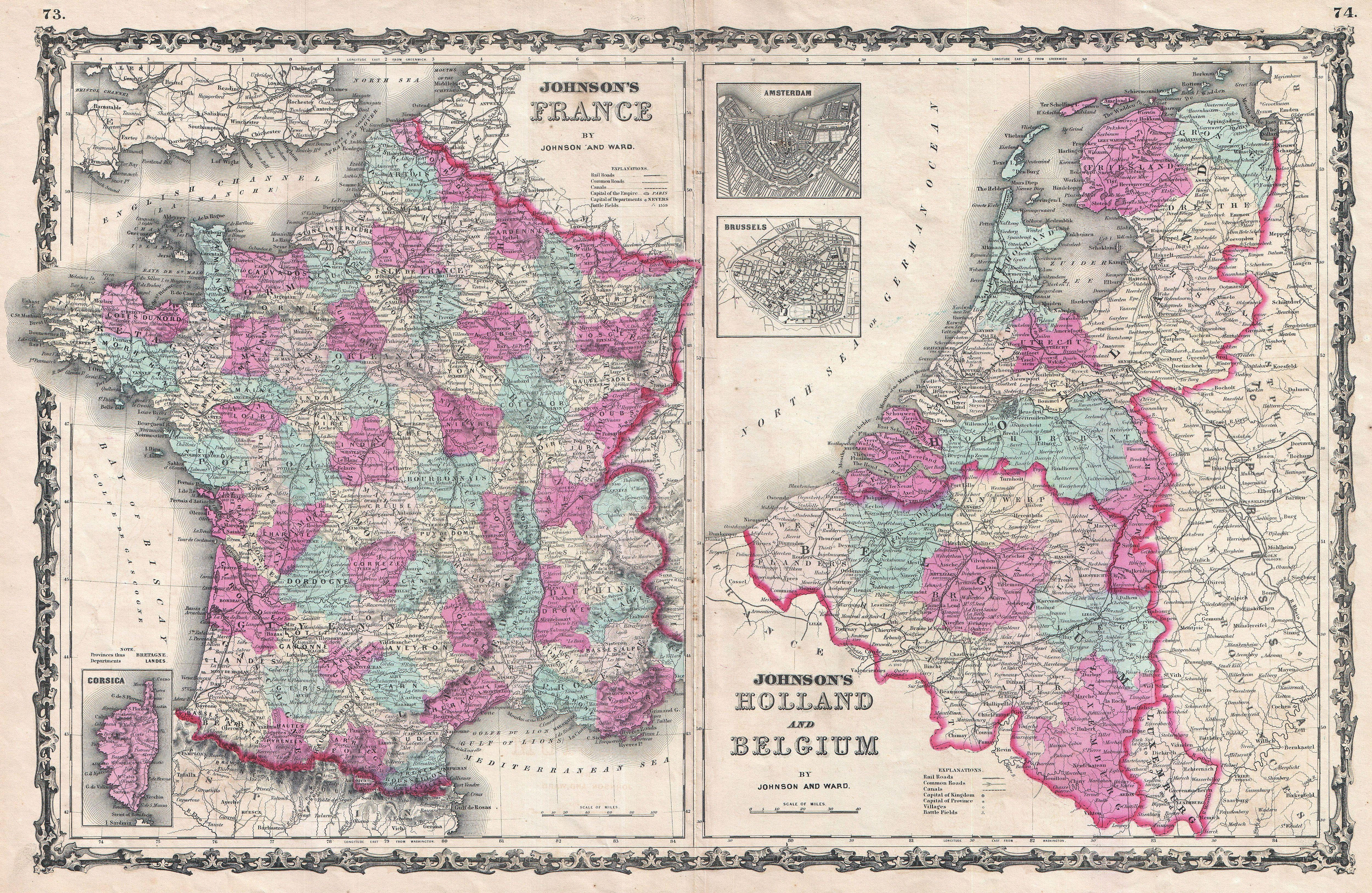
Carte de la France et du Benelux en 1862
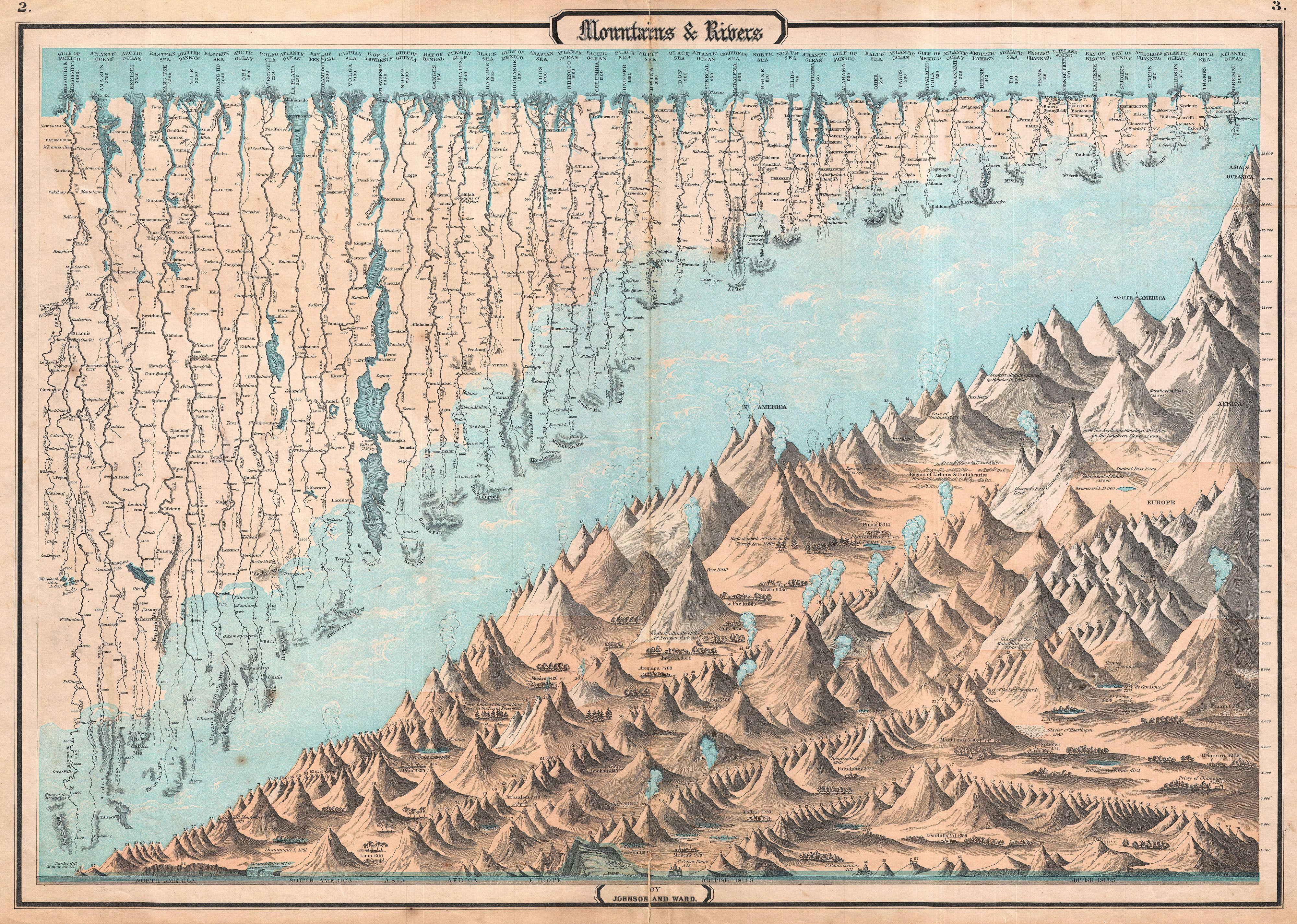
Charte des monts et rivière en 1862
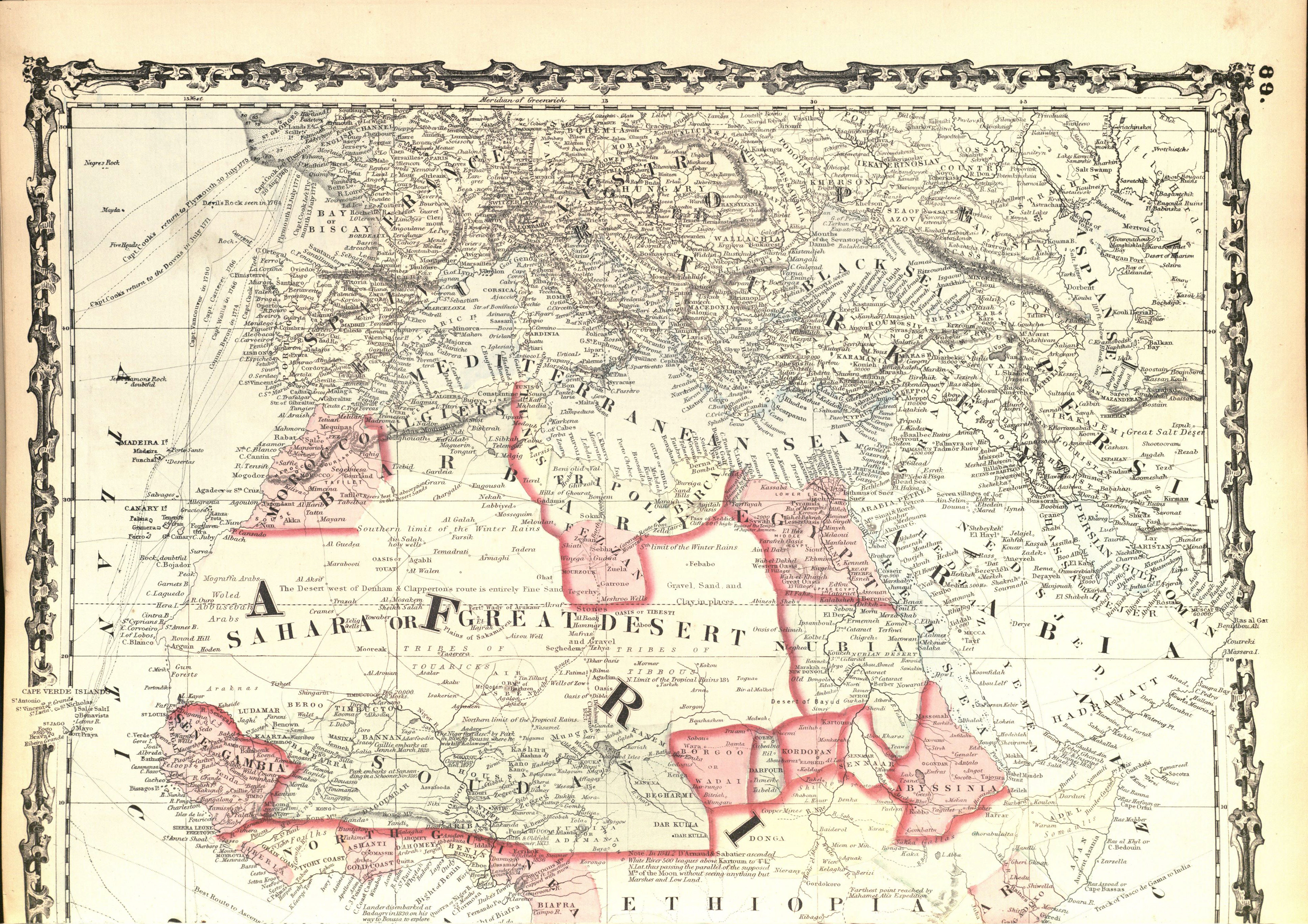
Carte de l'Afrique en 1862
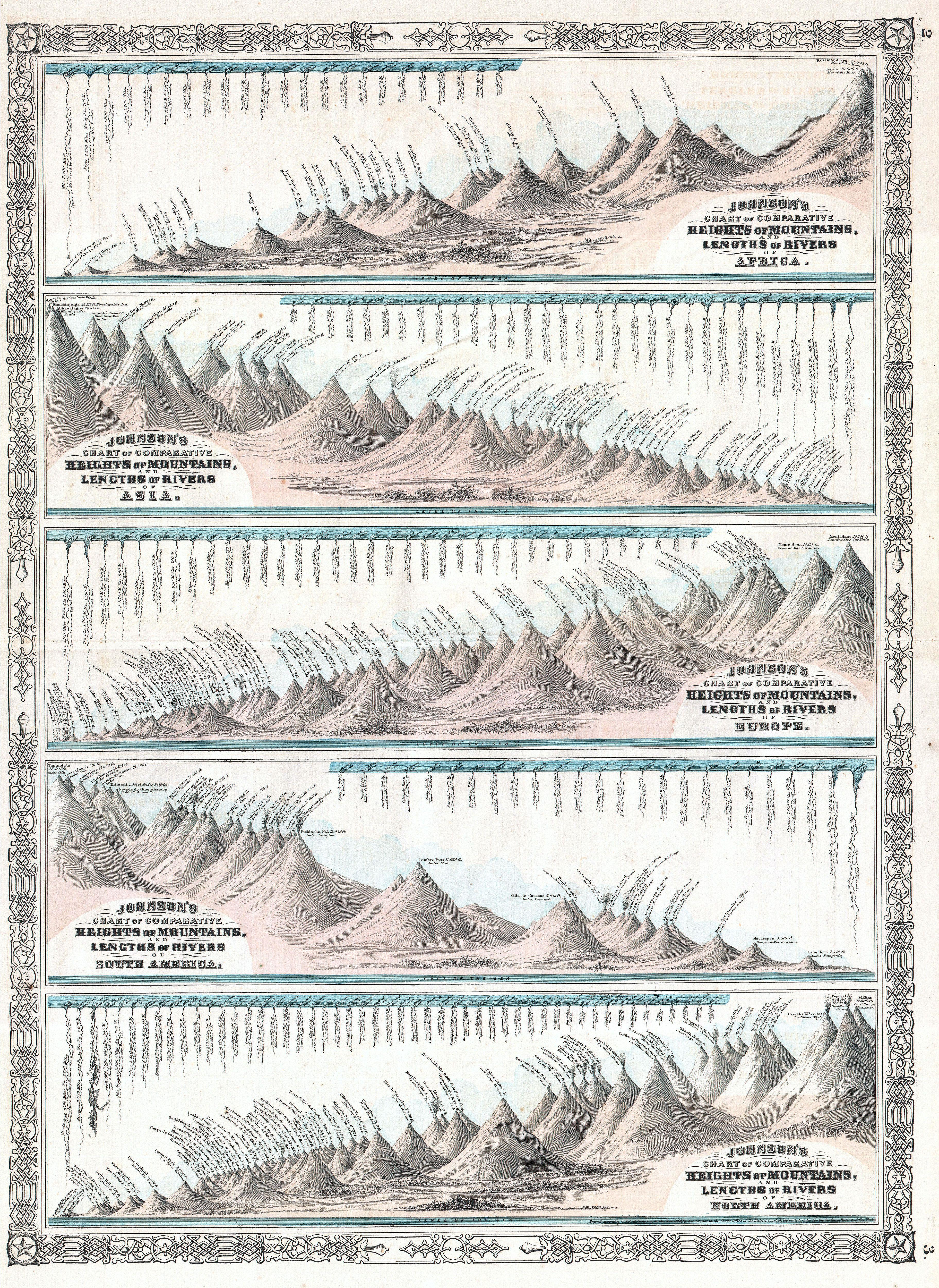
Graphique des monts et rivières du monde, 1864
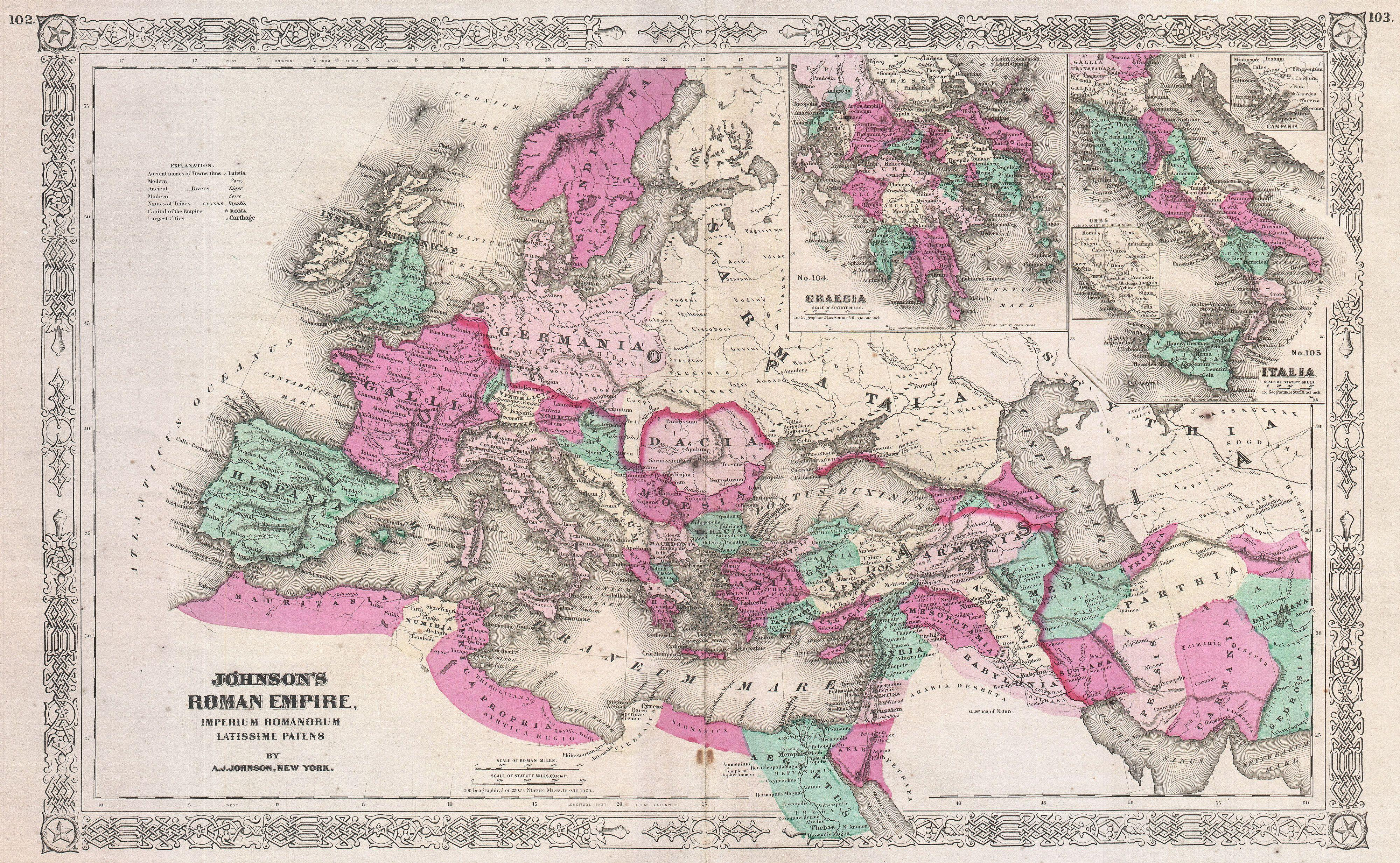
Carte de l'Empire romain, réalisé en 1864